# Dendrobium williamsonii
Dendrobium williamsonii är en orkidéart som beskrevs av Day och Heinrich Gustav Reichenbach. Dendrobium williamsonii ingår i släktet Dendrobium och familjen orkidéer. Inga underarter finns listade i Catalogue of Life.